# Shivalaya
Shivalaya – gaun wikas samiti w zachodniej części Nepalu w strefie Dhawalagiri w dystrykcie Parbat. Według nepalskiego spisu powszechnego z 2001 roku liczył on 1979 gospodarstw domowych i 8210 mieszkańców (4076 kobiet i 4134 mężczyzn).